# Waalwijk
Waalwijk este o comună și o localitate în provincia Brabantul de Nord, Țările de Jos.

## Localități componente
Waalwijk, Capelle, Vrijhoeve-Capelle, Sprang, Waspik